# غاستون كوربيلو
غاستون كوربيلو (بالفرنسية: Gaston Curbelo)‏ (مواليد 8 أبريل 1976 في نانسي - فرنسا) لاعب كرة قدم فرنسي يلعب حاليا لصالح نادي الدرجة الأولى نانسي الفرنسي منذ 2000 في مركز المهاجم.

## روابط خارجية
- غاستون كوربيلو على موقع رابطة كرة القدم الفرنسية للمحترفين (الإنجليزية)
- غاستون كوربيلو على موقع قاعدة بيانات كرة القدم.إي يو (الإنجليزية)
- غاستون كوربيلو على موقع ليكيب (الفرنسية)